# Las Condes
Las Condes és una comuna de Xile localitzada a la Província de Santiago, Regió Metropolitana de Santiago. L'àrea és habitada principalment per la classe mitjana-alta i alta. La major part de l'activitat comercial se situa a l'Avinguda Apoquindo que els veïns han etiquetat amb el nom de "Sanhattan ", combinant Santiago amb Manhattan.

## Dades
- Àrea: 99.4 km²
- Població: 249,893 (2002 cens)
- Ingressos per capita: 67.672 dòlars EUA (PPA, 2006)[2]

- Població per sota del llindar de pobresa (2022)[3]
  - Per ingressos: 0,9%
  - Índex multidimensional: 4,4%
- índex de desenvolupament humà: 0.933, 2n de 341 (2003)[4]

## Personatges importants de Las Condes
- Michelle Bachelet.[5]
- Eduardo Frei Ruiz-Tagle
- Sebastián Piñera
- Salvador Allende

## Galeria d'imatges

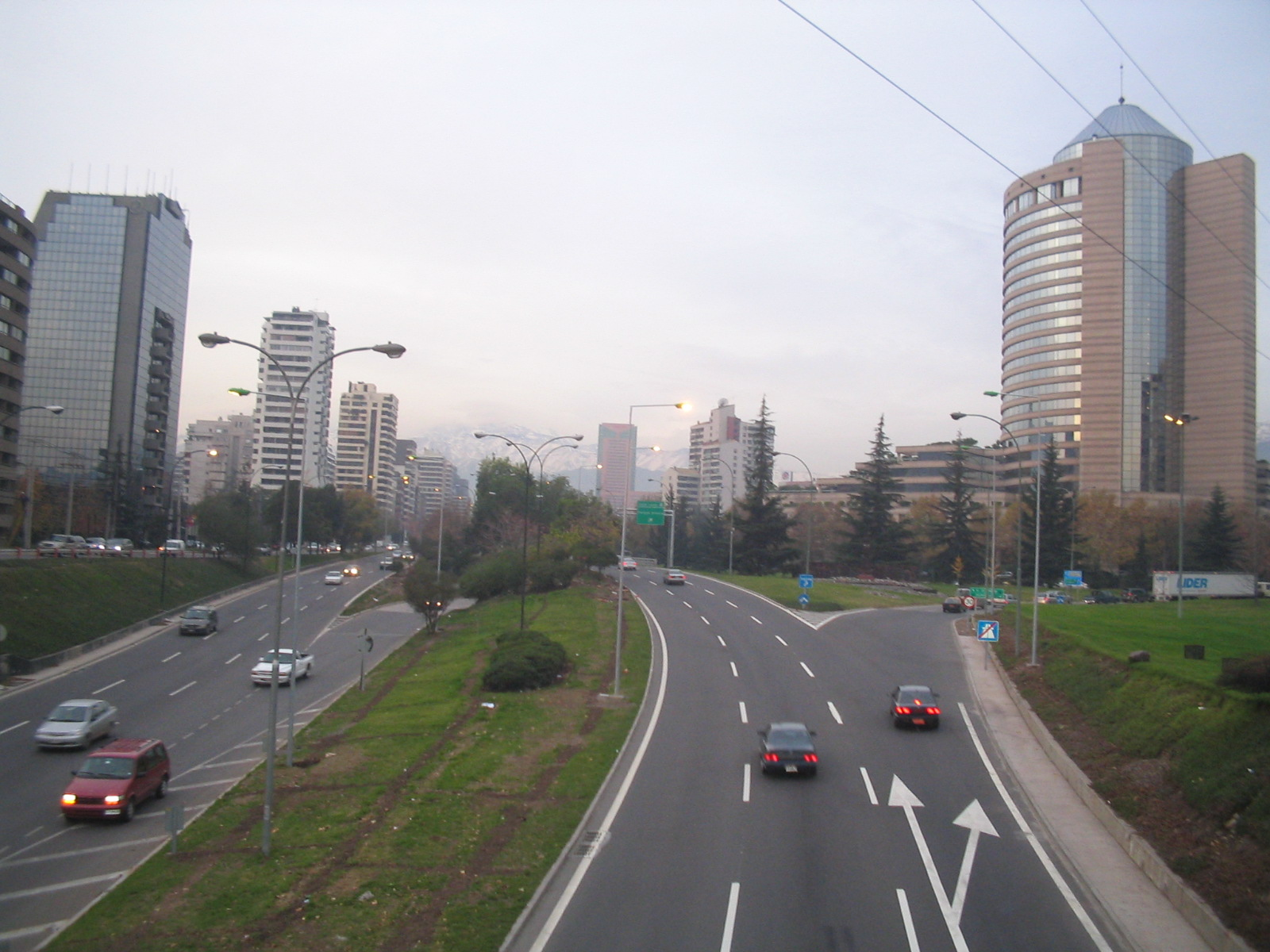
Avinguda President Kennedy
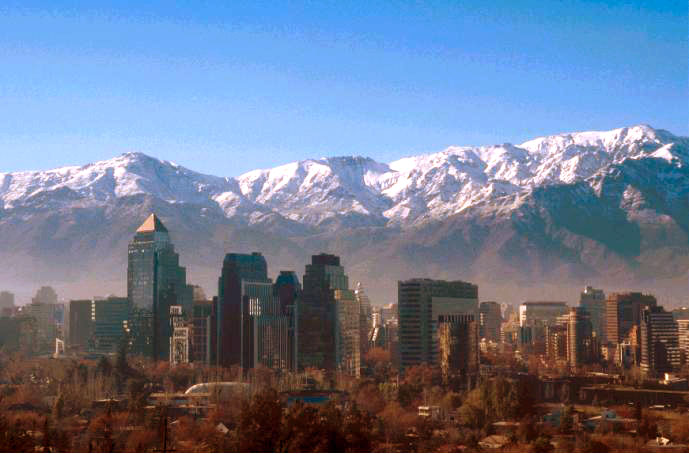
Centre de negocis
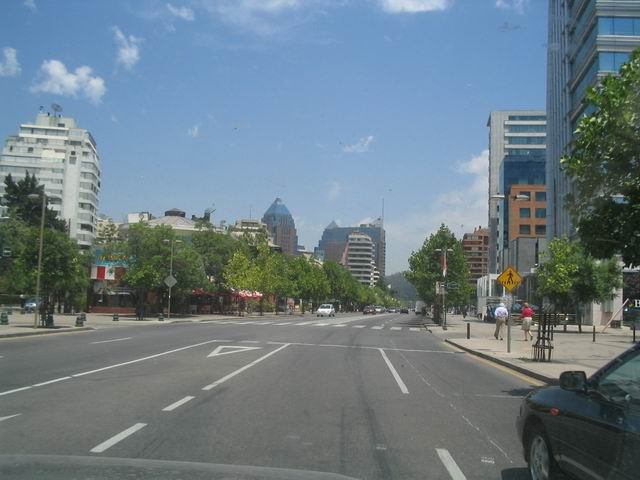
Isidora Goyenechea